# Холга
Холга је филмска камера срењег формата 120, направљена у Хонг Конгу и која је позната по својој естетици ниске верности.
Холгина јефтина конструкција и јефтина сочива за менискус производе слике које приказују вињетирање, замућење, цурење светлости и друга изобличења. Ограничења фотоапарата довела су до култног следовања међу неким фотографима, а Холга фотографије су освајале награде и такмичења у уметничкој и новинској фотографији. Од новембра 2015. године производња ове камере је престала.

## Историја
Фотоапарат Холга дизајнирао је Ли Танг-мо. Први пут се изван Кине појавила 1982. године у Хонг Конгу.  У то време, црно-бели филм од 120 ролни био је најраспрострањенији филм у континенталној Кини. Холга је требало да обезбеди јефтину камеру за масовно тржиште за кинеску радничку класу како би се фотографисали породични портрети и догађаји. Међутим, брзо усвајање филма од 35mm  практично је елиминисало потрошачко тржиште филма од 120 ролни у Кини. Тражећи нова тржишта, произвиђач је настојао да дистрибуира Холгу изван континенталне Кине.
У року од неколико година од представљања Холге на страним тржиштима, неки фотографи су почели да користе Холгу за њене надреалистичке, импресионистичке сцене за пејзаж, мртву природу, портрет и посебно уличну фотографију.  Холга је постала наследница Дијане и других најпростијих камера које су се раније користиле у таквом раду. Холга фотографија фоторепортера Давида Бурнета, бившег потпредседника Ал Гора, током наступа у кампањи 2000. године, однела је главну награду на церемонији доделе награда Очи историје, Удружења Фотографа Беле Куће 2001.године.
Крајем новембра 2015. директор Фристајла за фотографске потрепштине Гералд Х. Кармеле, потврдио је да је Токина угасио фабрику која је производила Холга камере и пратећу додатну опрему, окончавши производњу ових камера. Међутим, од јула 2017. године Холга апарати су поново враћени у производњу.

## Модели

### 120
- Holga 120S - Оригинална Холга, од када је укинута. Фиксна брзина затварача 1 / 100s, подесиви фокус од 3 метра до бесконачности, пластична сочива за менискус ф / 8 од 60mm, двослојни прекидач за заустављање који зауставља сочиво на ф / 11, врућа ципела (фотографска опрема) и филм 6х4,5cm маска.
- WOCA - Холга 120S са стакленим сочивом за менискус из Јапана, од када је обустављен и замењен моделом Холга 120GN, који подсећа на номенклатуру сочива за менискус.
- Holga 120N - Ажурирана верзија са пластичним сочивом 60mm ф / 8, носачем за статив, режимом експозиције сијалице, побољшаним прекидачем за прозор бројача филмова, уметцима од пене који омогућавају затезање калема филма и додатном маском филма 6x6cm.
- Holga 120SF - Стандарднa Холга 120S, са уграђеним блицем.
- Holga 120FN - Holga 120N са уграђеним блицем.
- Holga 120CFN - Holga 120FN са уграђеним блицем у боји.
- Holga 120GN - Holga 120N са стакленим сочивима.
- Holga 120GFN - Holga 120FN са стакленим сочивима и уграђеним блицем.
- Holga 120GCFN - Holga 120FN са блицем у боји и стакленим сочивима.
- Holga 120TLR - Hoga 120FN са визиром са двоструким сочивом (енгл. twin-lens reflex -TLR) уместо стандардног визира, са премештеним блицем у боји.
- Holga 120GTLR  - Holga 120TLR са стакленим сочивима.
- Holga 120PC - Верзија 120N са рупицама у формату 6x4,5cm или 6x6cm.
- Holga 120WPC - Верзија 120N са широком рупом у отворима (енгл. wide pinhole) формата 6x9 или 6x12cm.
- Holga 120-3D Stereo Camera - Два сочива у широком телу.
- Holga 120 3D Stereo Pinhole Camera - Два сочива са рупама у широком телу.
- Holga 120 Pan Panoramic Camera - Ово је широугаона панорамска камера. Могуће је снимити сцене које се крећу слева удесно близу 180 степени.

### 110
- Holga Micro 110 - Стандардна 110 Холга са 26mm.
- Holga 110 TFS - Камера 110 са преклопним стандардом и телефото форматом.

### 24х36 mm
- Holga 135 - Холга са филмом од 35mm.
- Holga 135BC - Холга са филмом од 35 мм, пластично сочиво и исти носач објектива Холгаш 120, али са сочивом од 47mm, ф1:8 или 1:11 и брзином затварача 1/100. (енгл. BC - Black Corners); модел 135BC има уграђену прозирну маску која ствара ефекат вињетирања.
- Holga 135PC - Верзија Holga 135 са рупицама.
- Holga 135AFX - Објектив од 38mm ф / 3,8 са инфрацрвеним аутофокусом, аутоматским учитавањем филма, уграђеним искачућим блицем и закључавањем окидача.
- Holga K202 - Камера Мјау Кити у облику мачјег лица са трепћућим светлима и мачјим звуком.
- Holga K200N - 35-милиметарски филм  Холга са блицем у боји и растављивим рибљим оком.

- Holga K200NM - К200N плус приказивач рибље око и дугме за вишеструку експозицију.
- Holga 135TIM - Холга 35mm са полуоквиром.
- Holga 135TLR - Холга 35mm двоструки рефлекс.
- Holga 135PAN - Панорамска камера Холга 35mm.

### Дигитална Холга сочива
- Holga HL-C - Објектив Холга од 60mm ф / 8 са Canon EF- носачем.
- Holga HL-N - Објектив Холга од 60mm ф / 8 са Nikon F- носачем.
- Holga HL-O - Објектив 60mm ф / 8 Холга са држачем за четири-трећине, за Olympus DSLR фотоапарате.
- Holga HL-P - Објектив 60mm ф / 8 Холга за Pentax DSLR фотоапарате са К-носачем.
- Holga HL-S - Објектив 60mm ф / 8 Холга за DSLR фотоапарате Konica Minolta / Sony са А-носачем.
- Holga HL(W)-OP - Објектив Холга од 25mm ф / 8 са Micro Four-Thirds носачем, с натписима за Olympus PEN фотоапарате.
- Holga HL(W)-PLG - Објектив Холга од 25mm ф / 8 са Micro Four-Thirds носачем , с натписима за Panasonic Lumix G камере.
- Holga HL(W)-SN - Објектив Холга од 25mm ф / 8 са Sony Е-носачем.
- Holga HL(W)-SSN - Објектив Холга од 25mm
- ф / 8 са Samsung NX - носачем.

## Подешавања сочива и отвора бленде
Већина Холга фотоапарата користи једноделнa пластичнa сочивa за менискус са жижном даљином од 60 милиметара и користи систем зонског фокуса који се може прилагодити од око 1 метра (3 стопе) до бесконачности. Као и свака једноставна сочива менискуса, и Холга сочива имају мекан фокус и хроматску аберацију. Остале варијанте Холге, означене словом „G“ у називу модела или именом WOCA, одликују једноставним стакленим сочивима, али су иначе идентичне конструкције.
На камери се налази прекидач за подешавање отвора бленде са два положаја означена сликовним идеограмима: сунчано и облачно, са номиналном вредношћу ф / 11, односно ф / 8. Отвори ф / 10 и ф / 13 добро функционишу за филмове брзине ISO200, док поставке ф / 13 и ф / 19 теже да одговарају бржим филмовима од око ISO400.

## Филмски формат
Холга је првобитно дизајнирана да прихвати формат 6×4,5 или формат 6×6 (квадратни). Међутим, када је камера кренула у производњу, дошло је до вињетирања (затамњење углова готове фотографије) и тада је камера модификована у формат 6×6. Стога су рани Холгаши поставили прекидаче за величину филма како би могли снимати само формат 6×4,5. Касније Холга попут 120N долази са две маске за формат 6×4,5 и 6×6. Холга се чак може модификовати тако да користи филм од 35 мм.
Холга има једну брзину затварача - приближно 1/100 секунди. Камера може да сними 16 експозиција на 120 ролни у формату 6х4,5cm или 12 експозиција у формату 6х6. Филм је унапређен помоћу дугмета на врху камере, а бројеви оквира одштампани на позадини папира могу се видети кроз црвени прозор на задњој страни Холге. Број оквира означен је црном стрелицом.

## Измене и варијанте
Холга камере су често модификоване:
- Унутрашњост Холге може се „флокирати“ - премазати мат црном бојом - како би се ограничио ефекат светлости која се одбија од пластичне унутрашњости од цурења светлости.
- Црвени прозор на полеђини камере може се блокирати импровизованим поклопцем како би се елиминисало цурење светлости када се користе панхроматски филмови.
- Холгин прекидач отвора бленде може се модификовати по потреби како би се добио већи ("облачни") или мањи ("сунчани") отвор бленде.[6]
- Објектив, а понекад и читав склоп затварача, могу се заменити рупом (енгл. Pinholga)
- Пластична сочива могу бити замењена стакленом верзијом („WOCA“) или се могу у потпуности уклонити.
- Новији модели фотоапарата долазе са више опционалних уметака оквира (4,5х6cm и 6х6cm). Снимање без уметка може довести до проблема при држању филма величине 120 уз равнину филма.
- Уметање картона или пене или подметача од филца испод или иза филмског калема како би се обезбедило правилно затезање филма.
- Камера Холга TIM има двa пластичнa сочива са фиксним фокусом који раде истовремено, омогућавајући снимање 3Д слика.[7]

Неке варијације дозвољавају употребу других филмских формата:
- Камере Холга могу користити инстант филм Полароид серије 80 или новијим моделима филма серије 100 (али слика није центрирана). Ова модификација, која се понекад назива „Холгароид“ или „Полга“, чини визир неупотребљивим, али омогућава инстант Холга отиске.
- Камере попут Hasselblad-а су модификоване тако да користе Холга сочива.
- Холгiна пластична сочива су такође прилагођена за Canon EOS, the Nikon f-mount, Pentax, Sony, Olympus и Minolta.  "Истопљено" пластично Холга сочиво коришћено је на дигиталној F-носач камери, док је EOS Холга постављена на најновије Canon DSLR-ове. Адаптирана сочива су такође комерцијално доступна.

#### ConceptHolga D
Године 2010. дизајнер Саикат Бисвас предложио је концепт дигиталне верзије Холга фотоапарата под називом Холга Д. Са модернизованим кућиштем, задржавала је једноставност оригиналне камере. Међутим, нема доказа о тренутним плановима за производњу овог уређаја или за производњу било које друге дигиталне верзије.

#### Holga Digital
Дана 27. августа 2015. покренута је Kickstarter кампања за финансирање стварања дигиталне камере обликоване по Холги 120, названој Холга Дигитал. Овај модел укључује стаклену оптику са подешавањима отвора бленде ф / 2.8 и ф / 8  и клизни прекидач који мења црно-бело и режим боје. Има CMOS сензор у боји са мало шума са резолуцијом од 8 мегапиксела.  Камера нема могућност прегледа слика сачуваних на меморијској картици.

## Опрема
Постоје додаци који ће урадити исту ствар као модификована Холга без потребе за физичким изменама, као и додаци за специјалне ефекте. Такав прибор садржи:
- Отпуштање кабла, које се навлачи на сочиво тако да може притиснути затварач. Такође укључује носач за статив, јер је носач Холга 120N покривен додатком.
- Адаптер за филм од 35mm, доступан у два модела: потпуно негативан и „панорамски“. Оба адаптера долазе са леђима отпорним на светлост и маском направљеном за држање канистера 135 на месту. Једина разлика између два модела је величина маске. „Панорамски“ адаптер прикриваће рупе на ланчаницима. Ређи модел доступан у Јапану је "све-у-једном" леђа и кертриџ.
- Објективи „рибље око“ дају кружне слике „рибље око“.
- Држачи филтера и сами филтери.
- Холгон Блиц, мали нормални блиц за Холгаше са врућом ципелом (енгл. Hot Shoe).
- Holgon Strobe блиц, гломазни блиц који садржи вишеструки блиц (који трепти све док је затварач отворен у режиму сијалице) или један блиц (снажнији блиц, који ће бљеснути једним притиском на окидач, а други пут при отпуштању ). Има вертикално подесиве углове.
- Holgon Slave блиц, мали округли блиц намењен за постављање на површину или длан. Добро за било коју врсту секундарног светла. Неке јединице долазе са вишебојним филтерима за постављање преко блица.
- Торбе за камере, доступне у малој и великој величини.
- Holga Enlargers, јефтин увећавач за тамну собу са два доступна сочива и неколико маски / негативних носача за формате 120 и 35mm.
- Holga Iphone филтер и футрола објављени крајем 2011. године и отворено ново тржиште за Холга додатке (паметни телефон).[14]

## Обсервација
Холга Недеља се сваке године обележава у првој недељи септембра. Камере Холга такође се славе на Светском дану камера играчака, који се обележава сваке године 20. октобра.